# Dianthus cintranus
Espèce
Dianthus cintranus est une espèce de plantes à fleurs de la famille des Caryophyllaceae endémique de la Tunisie.

## Liste des sous-espèces
Selon The Plant List (4 octobre 2013) :
- sous-espèce Dianthus cintranus subsp. atrosanguineus (Emb. & Maire) Greuter & Burdet
- sous-espèce Dianthus cintranus subsp. byzacenus (Burollet) Greuter & Burdet
- sous-espèce Dianthus cintranus subsp. mauritanicus (Pomel) Greuter & Burdet
- sous-espèce Dianthus cintranus subsp. mentagensis (Maire) Greuter & Burdet
- sous-espèce Dianthus cintranus subsp. occidentalis (Quézel) Mathez

Selon Tropicos (4 octobre 2013) (Attention liste brute contenant possiblement des synonymes) :
- sous-espèce Dianthus cintranus subsp. anticarius (Boiss. & Reut.) Malag.
- sous-espèce Dianthus cintranus subsp. atrosanguineus (Emb. & Maire) Greuter & Burdet
- sous-espèce Dianthus cintranus subsp. barbatus R. Fern. & Franco
- sous-espèce Dianthus cintranus subsp. byzacenus (Burollet) Greuter & Burdet
- sous-espèce Dianthus cintranus subsp. charidemi (Pau) Tutin
- sous-espèce Dianthus cintranus subsp. jahandiezii Maire
- sous-espèce Dianthus cintranus subsp. mauritanicus (Pomel) Greuter & Burdet
- sous-espèce Dianthus cintranus subsp. mentagensis (Maire) Greuter & Burdet
- sous-espèce Dianthus cintranus subsp. multiceps (Costa ex Willk.) Tutin
- sous-espèce Dianthus cintranus subsp. occidentalis (Quézel) Mathez